# Мунду (аэропорт)
Аэропорт Мунду (ИАТА: MQQ, ИКАО: FTTD) находится в городе Мунду, втором по величине в Чаде.
Аэропорт находится на высоте 429 м (1407 футов) над уровнем моря. Он имеет одну взлётно-посадочную полосу, обозначенную как 04/22, с асфальтовым покрытием. Размеры ВПП — 1800 x 35 метров (5906 x 115 футов). Аэропорт Мунду является общественным.